# Seegebiet Mansfelder Land
Seegebiet Mansfelder Land ist eine Gemeinde im Landkreis Mansfeld-Südharz in Sachsen-Anhalt.

## Geografie
Seegebiet Mansfelder Land liegt im östlichen Landkreis Mansfeld-Südharz zwischen Halle (Saale) und der Lutherstadt Eisleben. Die Gemeinde liegt zum Teil auf der landwirtschaftlich genutzten Mansfelder Platte und der seenreichen Eislebener Niederung, hier liegt der vier Kilometer lange Süße See. Im Westen steigt das Gelände zum bewaldeten Harzausläufer Hornburger Sattel auf. Am Steilhang Riß zwischen Wormsleben und Seeburg liegt das nördlichste Weinanbaugebiet Deutschlands.

## Nachbargemeinden
Nachbargemeinden sind die Lutherstadt Eisleben im Westen, Gerbstedt im Norden, Salzatal und Teutschenthal im Osten sowie Obhausen, Schraplau, Farnstädt und Querfurt im Süden.

## Ortschaften
Die folgenden elf Ortschaften bilden die Einheitsgemeinde Seegebiet Mansfelder Land.
| Ortschaft                                | Einwohner a | Die Ortschaften von Seegebiet Mansfelder Land (anklickbare Karte) |
| ---------------------------------------- | ----------- | ----------------------------------------------------------------- |
| Amsdorf                                  | 0444        | Die Ortschaften von Seegebiet Mansfelder Land (anklickbare Karte) |
| Aseleben                                 | 0496        | Die Ortschaften von Seegebiet Mansfelder Land (anklickbare Karte) |
| Erdeborn                                 | 0942        | Die Ortschaften von Seegebiet Mansfelder Land (anklickbare Karte) |
| Dederstedt                               | 0394        | Die Ortschaften von Seegebiet Mansfelder Land (anklickbare Karte) |
| Hornburg (mit Äbtischrode und Holzzelle) | 0301        | Die Ortschaften von Seegebiet Mansfelder Land (anklickbare Karte) |
| Lüttchendorf (mit Wormsleben)            | 0593        | Die Ortschaften von Seegebiet Mansfelder Land (anklickbare Karte) |
| Neehausen (mit Elbitz und Volkmaritz)    | 0235        | Die Ortschaften von Seegebiet Mansfelder Land (anklickbare Karte) |
| Röblingen am See b                       | 2752        | Die Ortschaften von Seegebiet Mansfelder Land (anklickbare Karte) |
| Seeburg (mit Rollsdorf)                  | 0535        | Die Ortschaften von Seegebiet Mansfelder Land (anklickbare Karte) |
| Stedten                                  | 0987        | Die Ortschaften von Seegebiet Mansfelder Land (anklickbare Karte) |
| Wansleben am See                         | 1576        | Die Ortschaften von Seegebiet Mansfelder Land (anklickbare Karte) |

## Geschichte
Die Gemeinde entstand am 1. Januar 2010 durch den Zusammenschluss der Gemeinden Amsdorf, Aseleben, Erdeborn, Hornburg, Lüttchendorf, Neehausen, Röblingen am See, Seeburg, Stedten und Wansleben am See mit Hintergrund der Gemeindegebietsreform in Sachsen-Anhalt. Mit ihrer Entstehung wurde die Verwaltungsgemeinschaft Seegebiet Mansfelder Land aufgelöst. Die Gemeinde Dederstedt, die die Eingemeindung ablehnte, wurde am 1. September 2010 nach Seegebiet Mansfelder Land per Gesetz zwangseingemeindet.

## Religion
8 % der Bevölkerung sind evangelisch, 3 % katholisch.
Die lutherischen Kirchengemeinden Amsdorf, Erdeborn, Röblingen, Stedten und Wansleben bilden das Kirchspiel Röblingen; die Kirchengemeinden Dederstedt, Neehausen und Volkmaritz gehören zum Kirchspiel Dederstedt-Hedersleben. Die Kirchen in Aseleben, Rollsdorf und Seeburg sind zur Kirchengemeinde Seeburg, die Kirchen in Lüttchendorf und Wormsleben zur Kirchengemeinde Lüttchendorf-Wormsleben zusammengefasst. Alle diese Kirchspiele und Kirchengemeinden gehören zum Kirchenkreis Eisleben-Sömmerda der Evangelischen Kirche in Mitteldeutschland.
Die folgenden Kirchengebäude stehen in den Ortsteilen von Seegebiet Mansfelder Land.

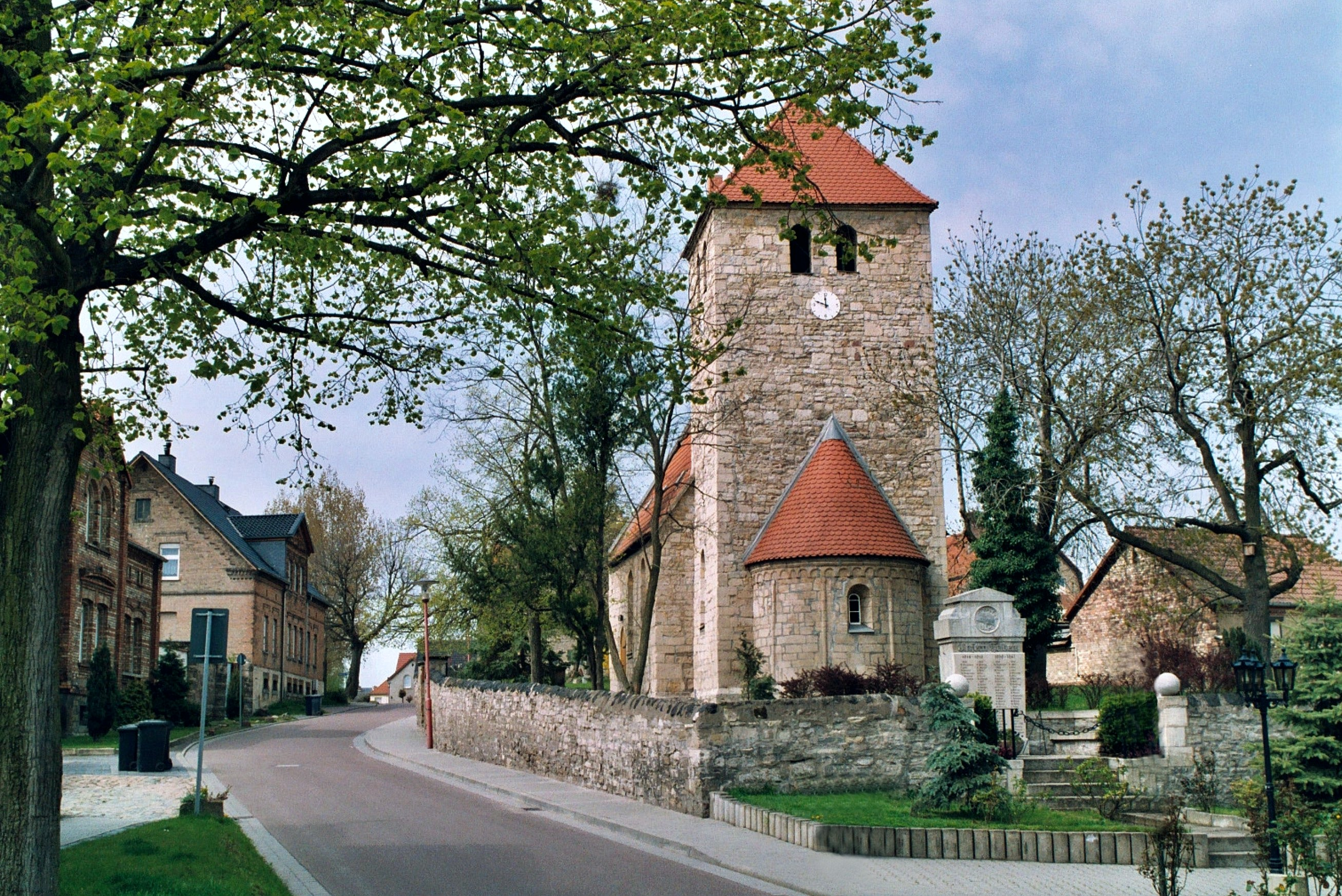
Amsdorf
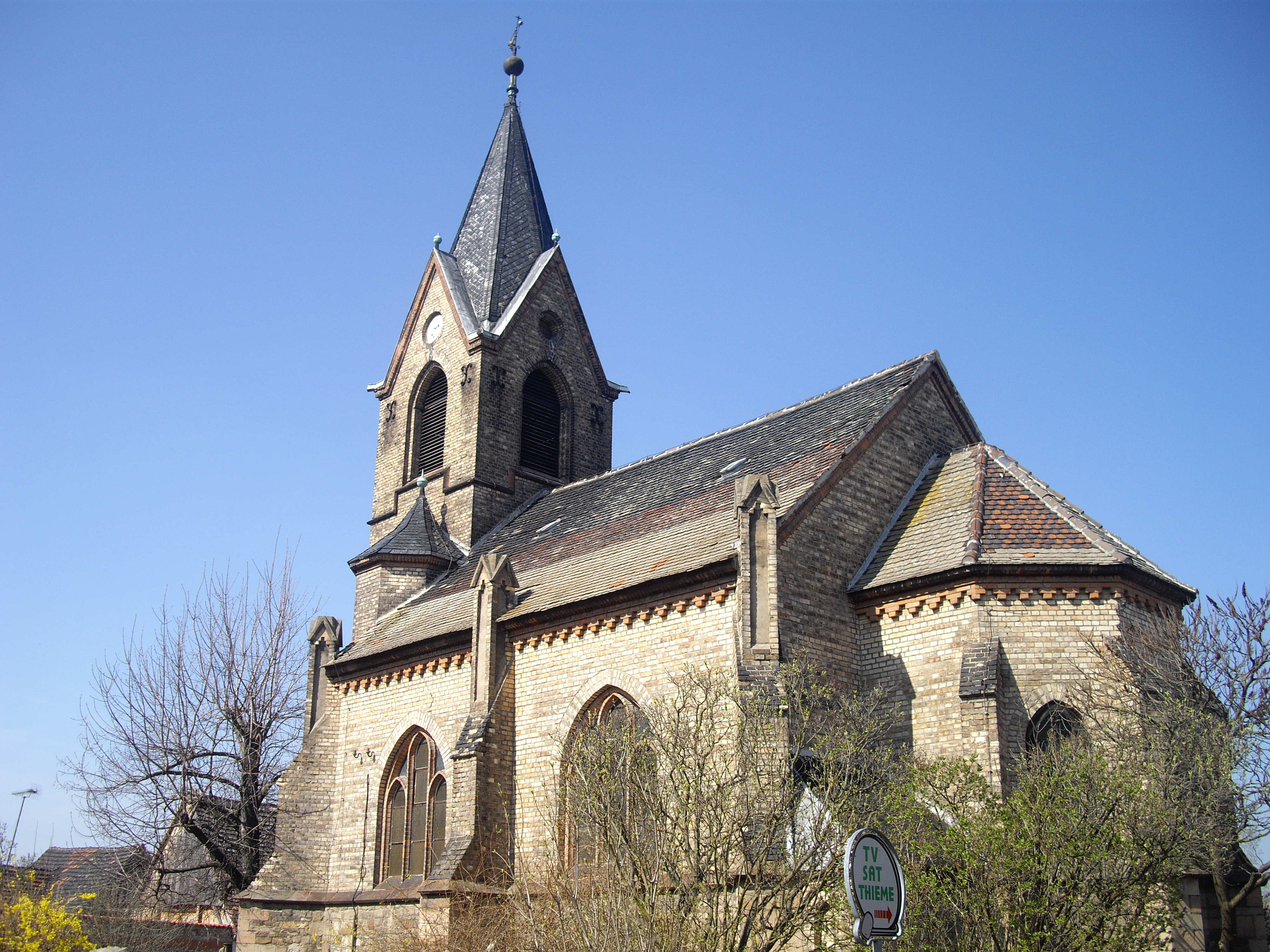
Aseleben
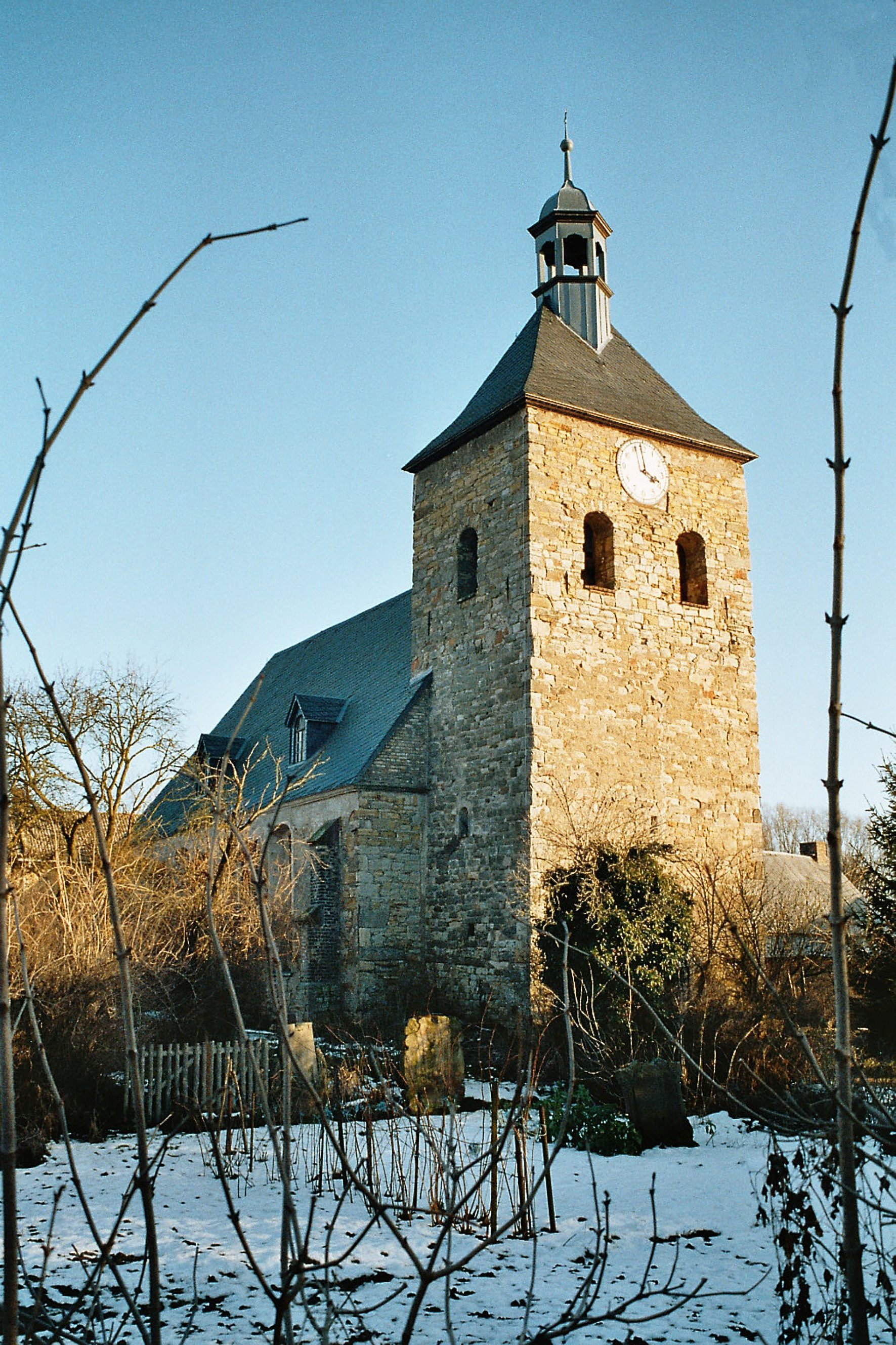
St. Susanna (Dederstedt)
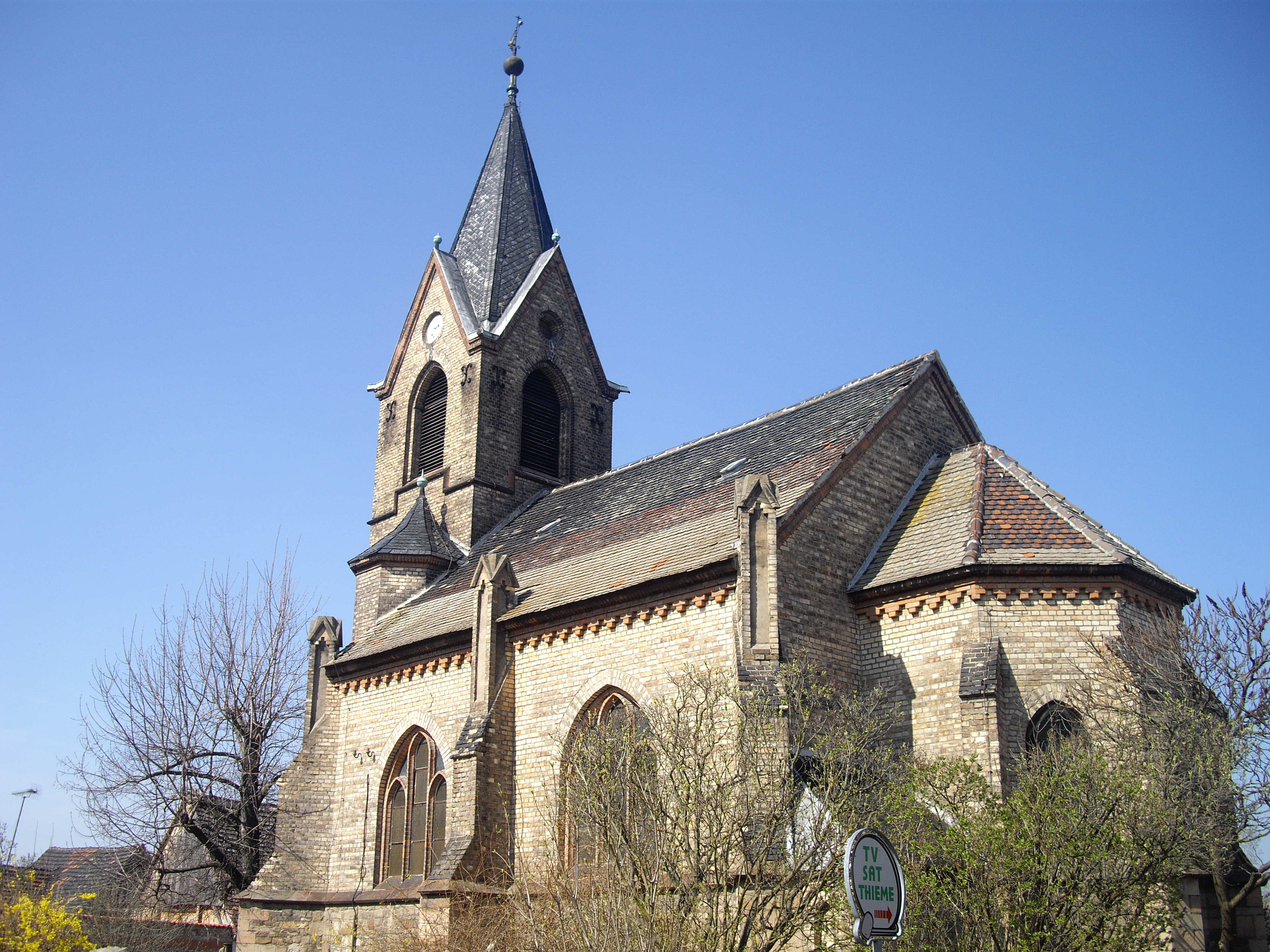
St. Bartholomäus (Erdeborn)
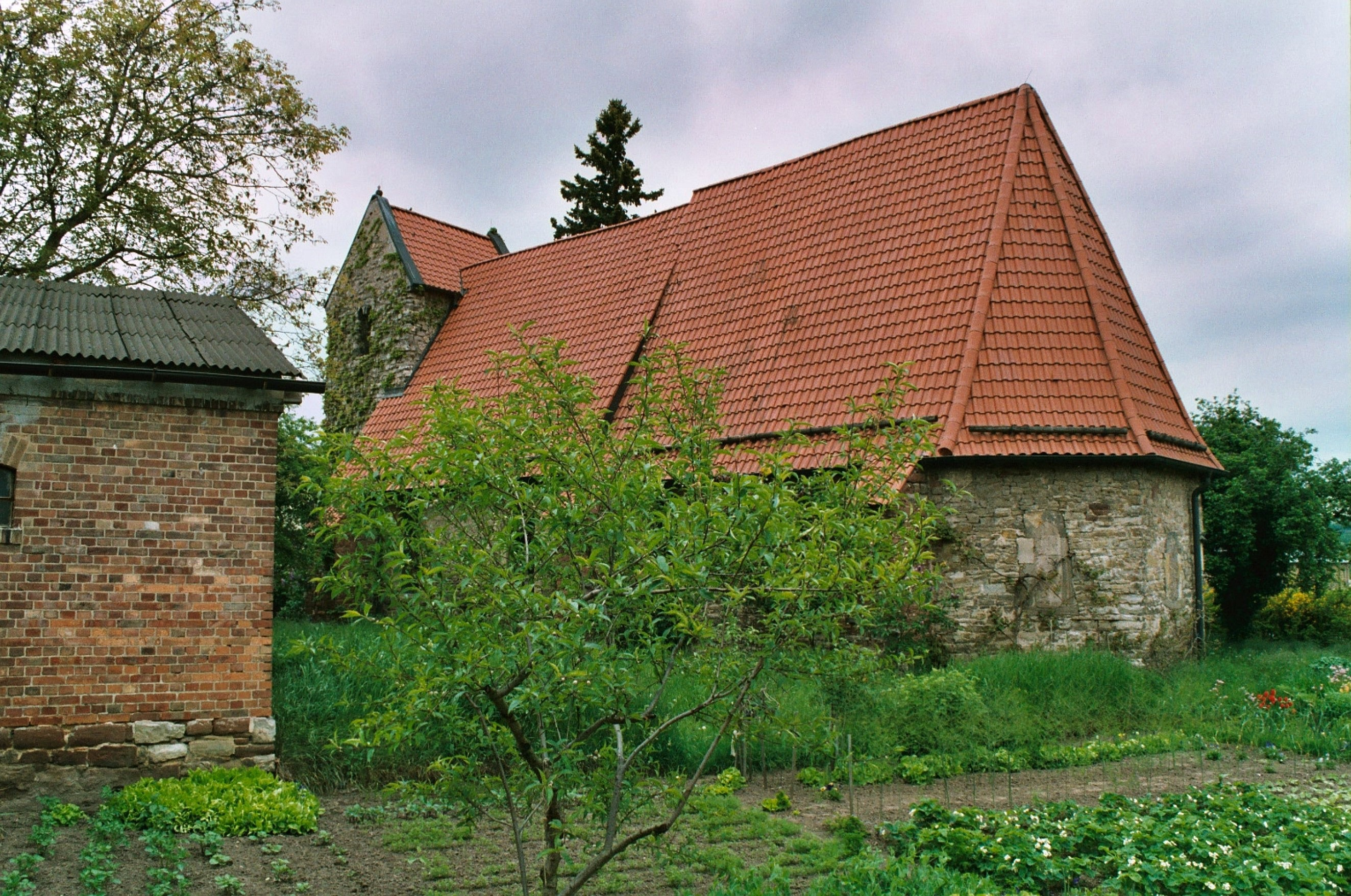
Lüttchendorf
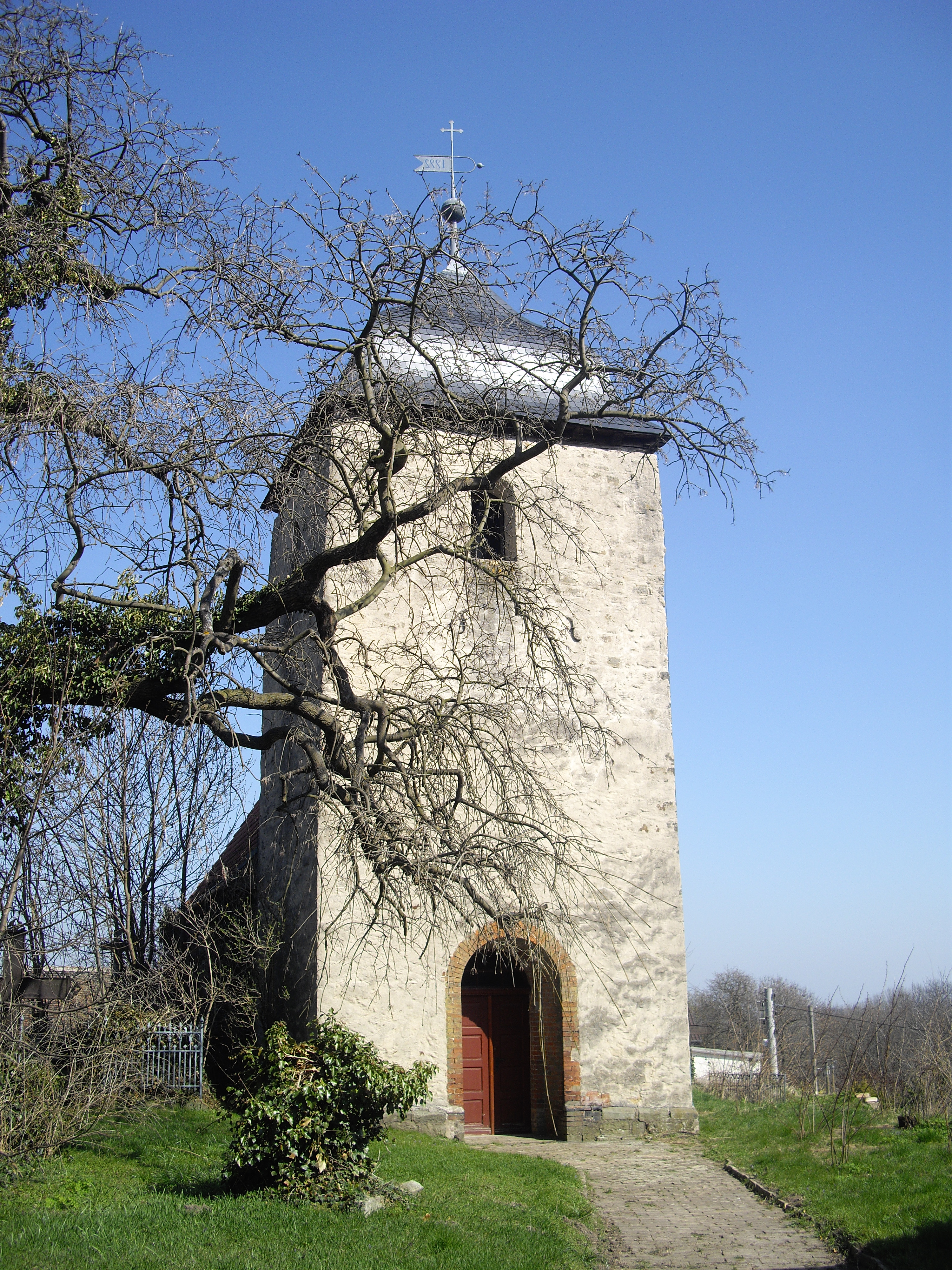
Neehausen
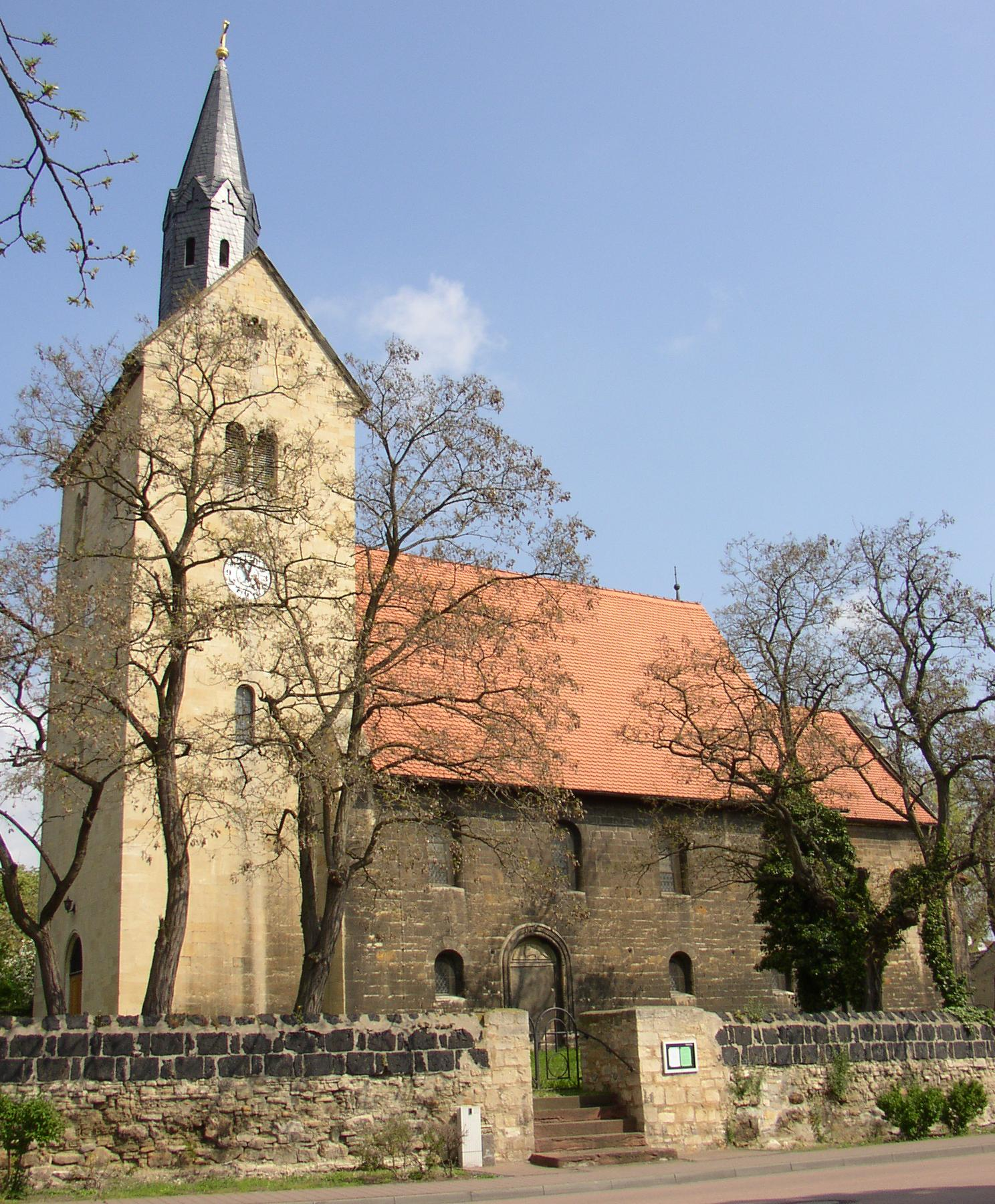
St. Stephanus (Röblingen)
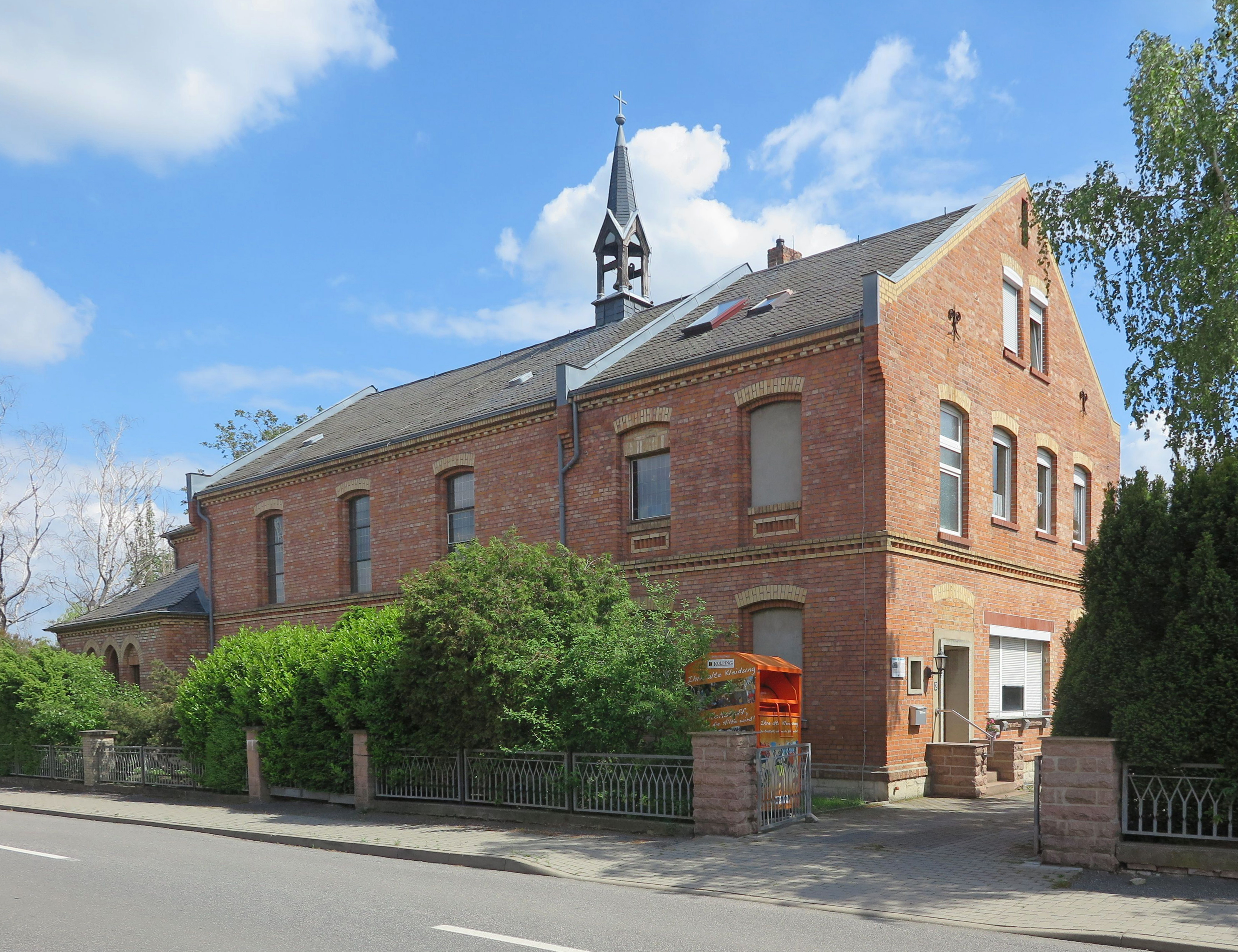
St. Anna (Röblingen)
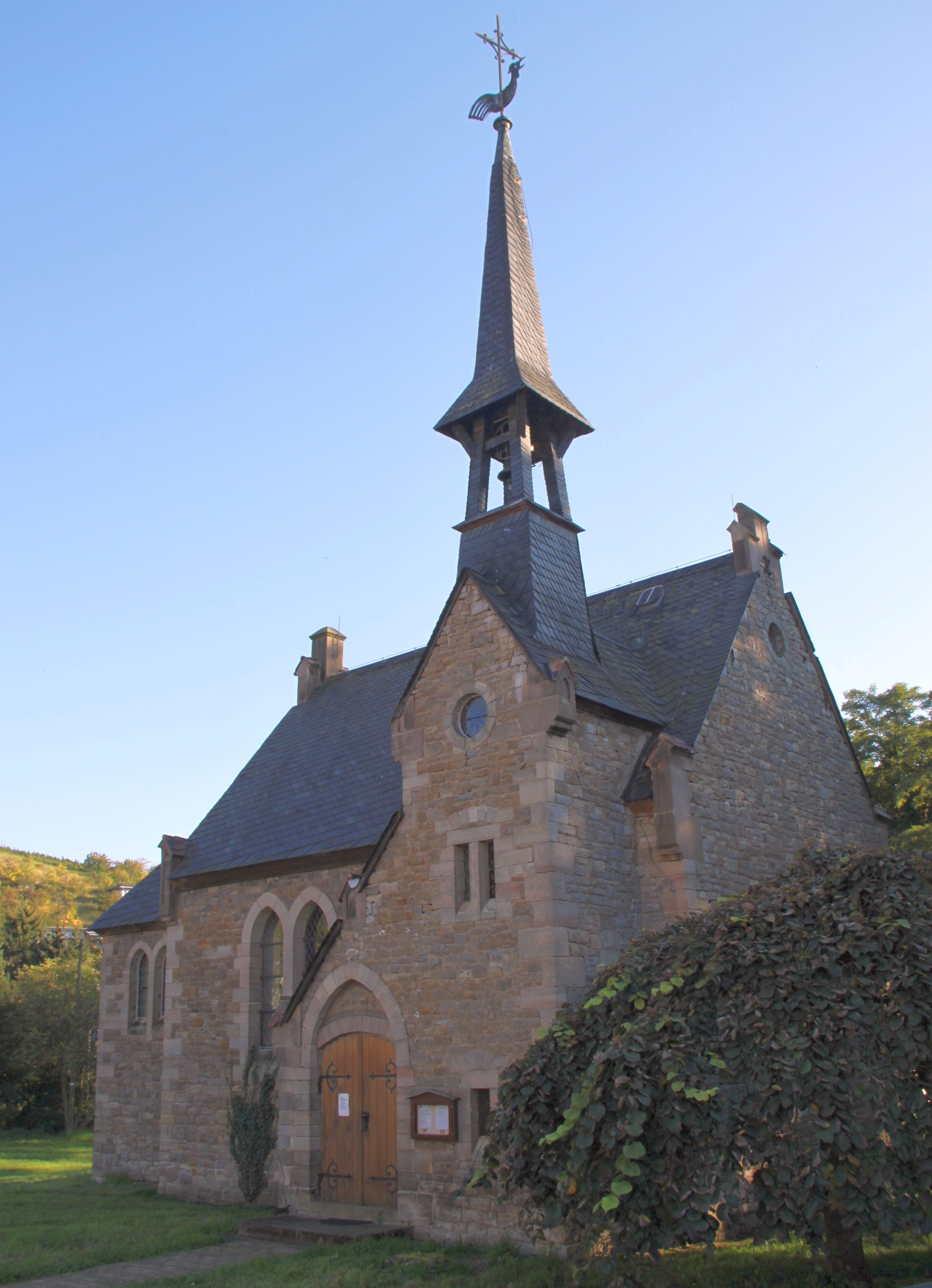
Rollsdorf
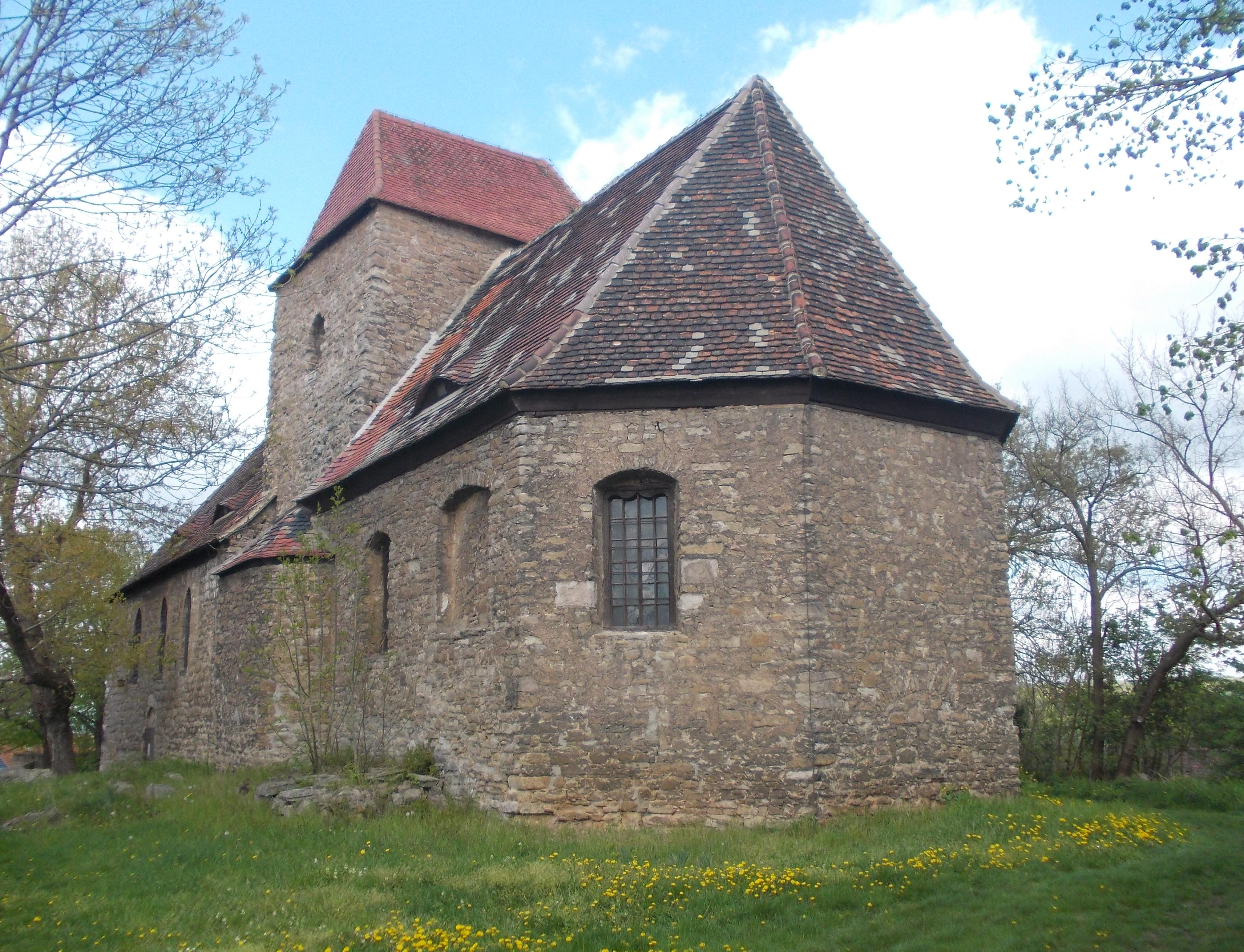
St. Nicolai (Seeburg)
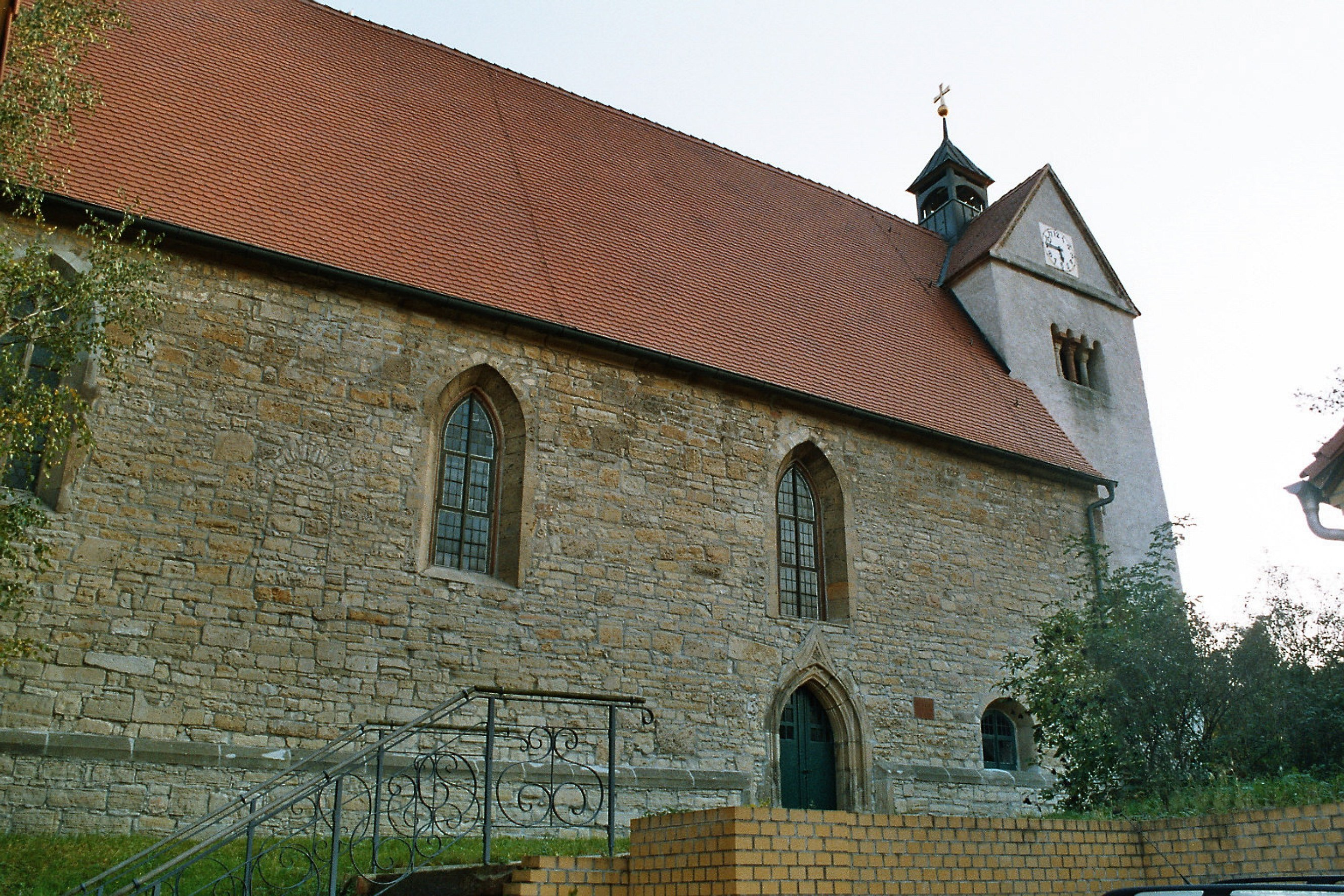
St. Martin (Stedten)
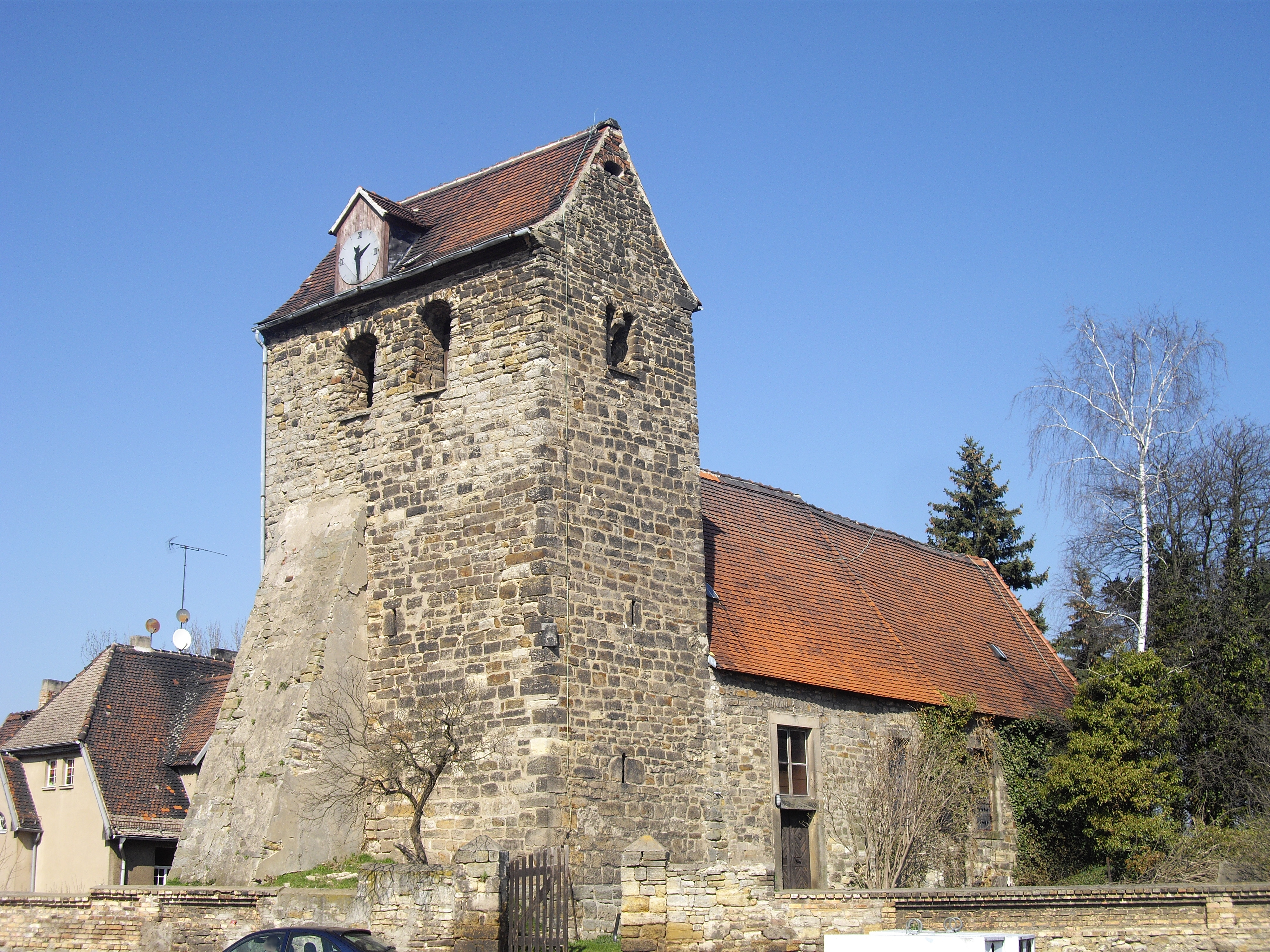
Volkmaritz
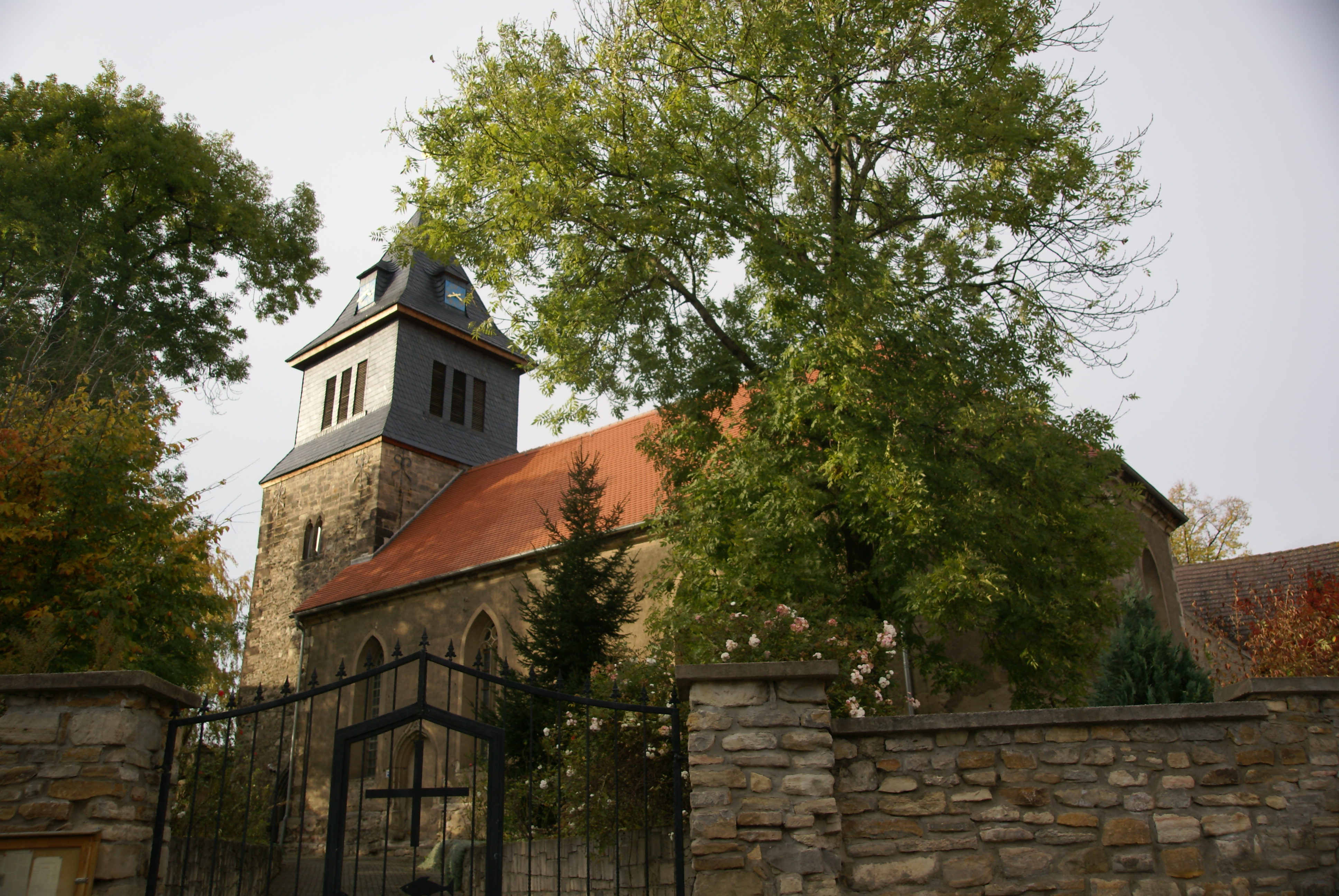
Wansleben
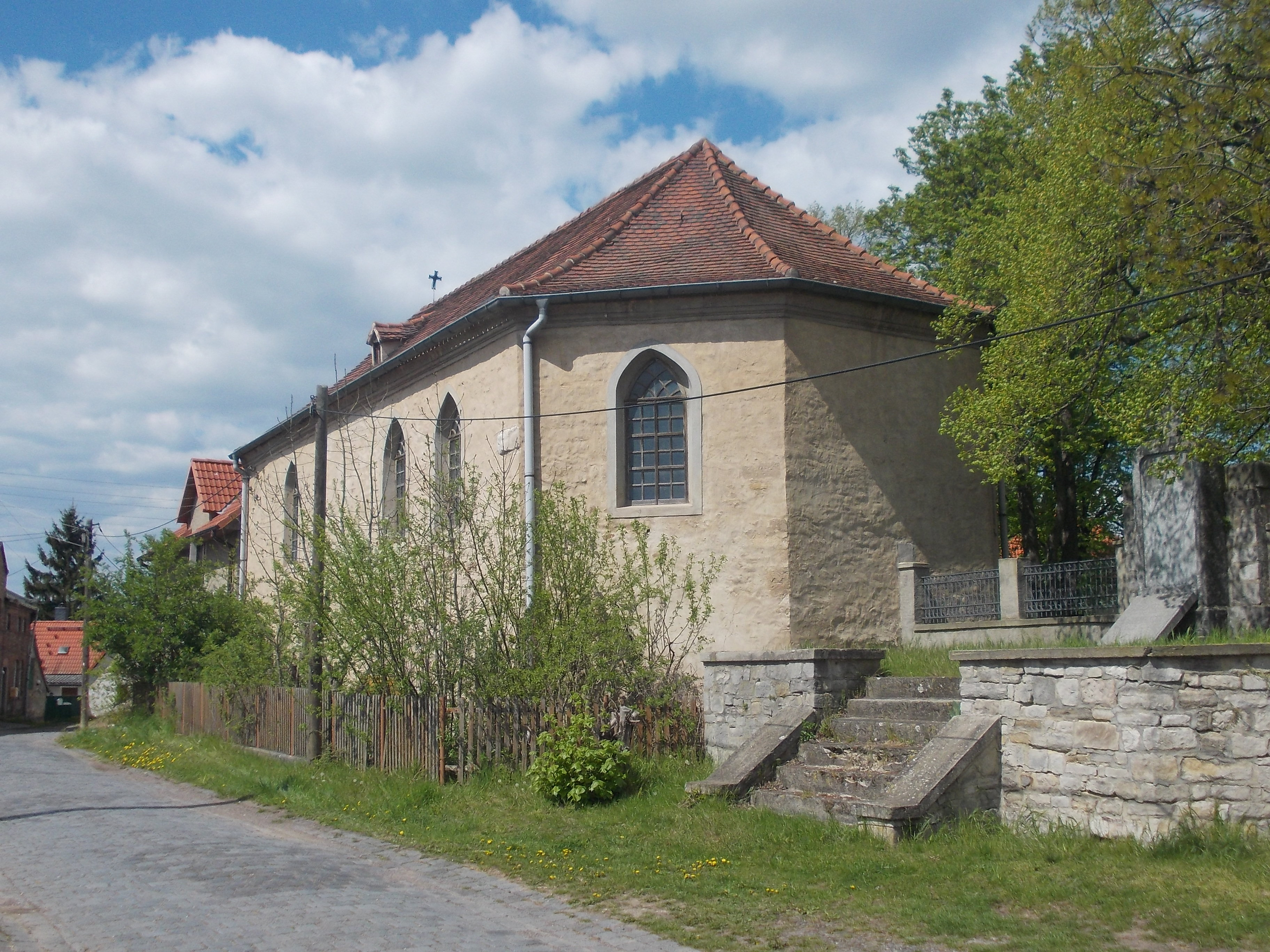
Wormsleben

Die katholische Filialkirche St. Anna in Röblingen gehört zur Pfarrei St. Bruno in Querfurt. Die Ortschaft Hornburg ist allerdings der Pfarrei St. Gertrud in Eisleben zugeordnet, deren nächste Filialkirche St. Maria in Sittichenbach ist. Beide Pfarreien gehören zum Dekanat Merseburg des Bistums Magdeburg.

## Politik

### Gemeinderat
Nach der Kommunalwahl vom 26. Mai 2019 hat der Gemeinderat 20 Mitglieder, die sich folgendermaßen auf die einzelnen Parteien und Listen verteilen:
| Partei / Liste                                    | Sitze | +/− |
| Christlich Demokratische Union Deutschlands (CDU) | 7     | − 1 |
| Alternative für Deutschland (AfD)                 | 4     | + 4 |
| Die Linke                                         | 3     | − 1 |
| Sozialdemokratische Partei Deutschlands (SPD)     | 1     | − 1 |
| Unabhängige Bürgerbewegung Mansfelder Land (UBM)  | 2     | ± 0 |
| Freie Bürger Mitteldeutschland (FBM)              | 1     | ± 0 |
| Bürgerliste Süßer See                             | 1     | ± 0 |
| Andere                                            | 0     | − 2 |
| Einzelbewerber Harborth                           | 1     | + 1 |
| Gesamt                                            | 20    |     |

### Wappen
Das Wappen wurde am 10. Februar 2010 durch den Landkreis genehmigt.
| Wappen von Seegebiet Mansfelder Land | Blasonierung: „Halbgespalten und geteilt; oben vorn in Gold gekreuzt schwarze Schlägel und Eisen, oben hinten in Schwarz drei goldene Ähren, unten in Blau ein silberner Fisch.“ |
| Wappen von Seegebiet Mansfelder Land | |

Die Farben der Gemeinde sind Blau – Gelb.

### Flagge
Die Flagge ist blau – gelb (1:1) gestreift (Querform: Streifen waagerecht verlaufend, Längsform: Streifen senkrecht verlaufend) und mittig mit dem Gemeindewappen belegt.

## Verkehr

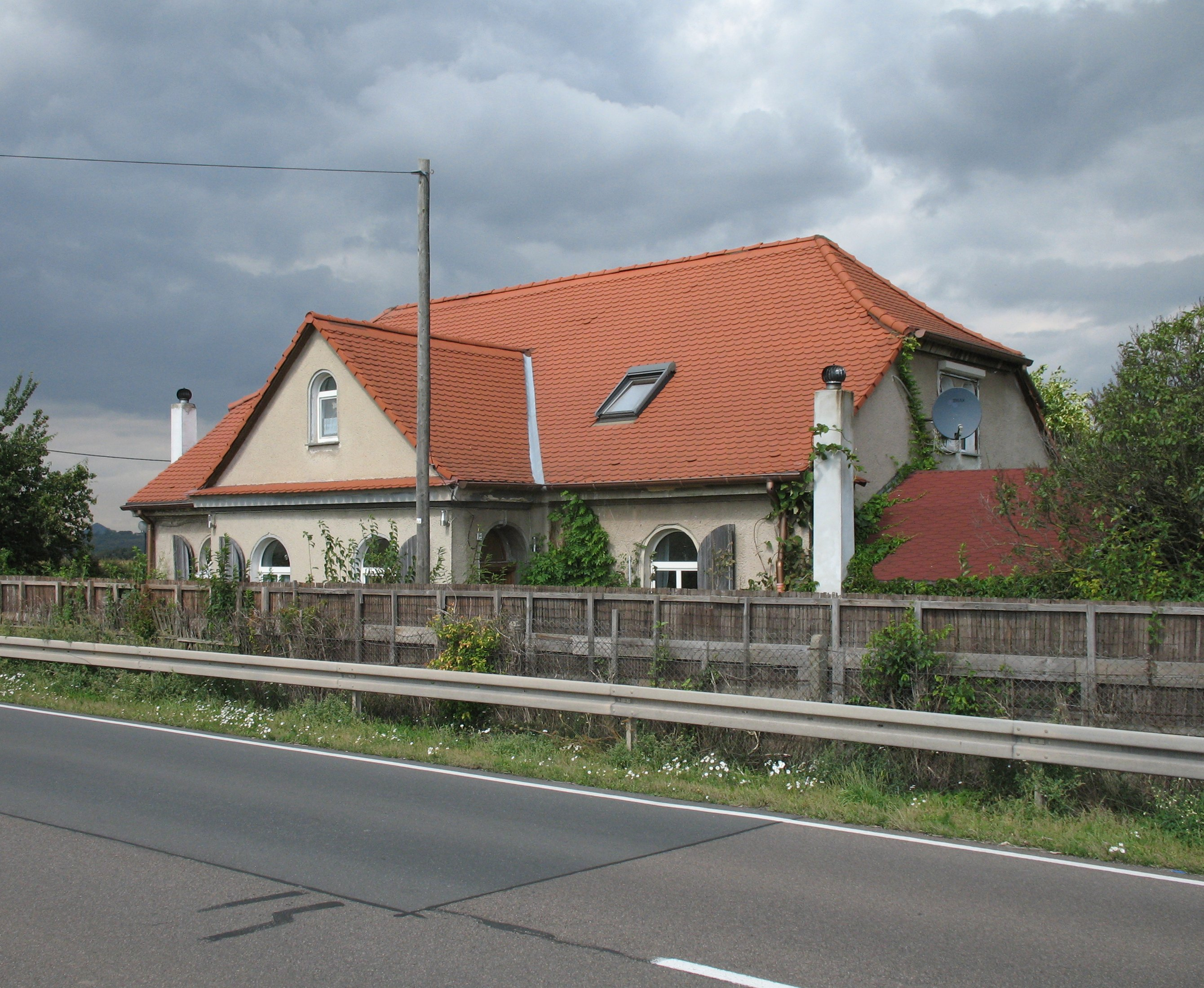
Chausseehaus an der B 80 bei Lüttchendorf

Die Bundesstraße 80 (Nordhausen-Halle (Saale)) und die Bahnstrecke Halle–Hann. Münden durchqueren die Gemeinde von Westen nach Osten.

## Industriegeschichte
Im Jahre 1909 wurde im Ortsteil Oberröblingen der Ortschaft Röblingen am See mit dem Abteufen eines Schachtes auf Kalisalze der ehemaligen Gewerkschaft Oberröblingen begonnen. Von den 1000 Kuxen dieser bergrechtlichen Gewerkschaft besaßen die Adler-Kaliwerke 995 Stück. Nach Fertigstellung des Schachtes Oberröblingen sollte von diesem zu der benachbarten Schachtanlage Adler eine untertägige Verbindung hergestellt werden. Somit hätten beide Schachtanlagen über einen zweiten Ausgang verfügt. Doch infolge nicht beherrschbarer Salzlösungs-Zuflüsse musste der Schacht Oberröblingen schließlich 1913 bei einer schon erreichten Teufe von immerhin 642 m aufgegeben werden.
Unweit der Ortschaft Wansleben am See befindet sich das stillgelegte Kaliwerk Vereinigte Ernsthall. Es war eine Schachtanlage mit angeschlossener Kalifabrik der „Mansfeldschen kupferschieferbauenden Gewerkschaft“.